# Fredrick Canon
Fredrick Canon (* 15. Juli 1976) ist ein nauruischer Leichtathlet. Er ist spezialisiert auf die Kurzstrecken (100, 200 und 400 m).

## Karriere
Canon trat als einziger nauruischer Sprinter bei den 4. Weltmeisterschaften 1993 in Stuttgart an. Dort schied er, barfuß laufend, im ersten 100-Meter-Vorlauf mit einer Zeit von 11,72 s aus.
Canon hält den nauruischen Rekord über 100 Meter (10,99 s), den er am 3. März 1996 in Canberra aufstellte; inoffiziell ist er 2000 die 100 Meter in Meneng in handgestoppten 10,8 s gelaufen. Über 200 Meter hält er den Landesrekord in 22,84 s, aufgestellt am 7. August 1998 in Koror; eine inoffizielle handgestoppte Zeit von 21,7 s datiert vom 31. Januar 1994, aufgestellt in Meneng. Über die 400-Meter-Distanz gibt es über Canon außer einer handgestoppten Zeit von 53,2 s, datiert vom 17. Mai 1996 in Meneng, keine offiziellen Daten.
Canon nahm an den Commonwealth Games 1998 teil. Bei den ozeanischen Meisterschaften 1998 in Nuku'alofa erreichte er über 100 Meter den siebten Platz. 2002 wurde Canon zum Ko-Vizepräsidenten des nauruischen Leichtathletikverbands ernannt.
2005 gewann er mit Quaski Itaia, JJ Capelle und Rikko Thoma die Bronzemedaille mit der 4-mal-100-Meter-Staffel bei den Micronesian Athletics Championships in Saipan.